# Duplicació del cub
La duplicació del cub (també conegut com a problema delià) és un dels tres problemes irresolubles mitjançant una construcció amb regle i compàs de la geometria grega.
Juntament amb la quadratura del cercle i la trisecció de l'angle, formen els anomenats tres problemes especials de la matemàtica grega. Tot i que el problema de la quadratura del cercle també es troba en altres cultures, probablement de forma independent, i que ja havia estat tractat pels egipcis, la duplicació del cub i la trissecció de l'angle són d'origen purament prehel·lènic o hel·lènic.
La duplicació del cub ha estat un dels problemes més importants i influents de la història de les matemàtiques, ja que molts dels intents per solucionar-lo han desembocat en l'aparició i desenvolupament de moltes eines i teories matemàtiques importants.

## Història
Segons la llegenda, els ciutadans d'Atenes van consultar a l'oracle d'Apol·lo de Delos el 430 aC. Volien saber com podien eliminar una plaga que estava arrasant les seves terres. L'oracle va respondre que per aturar la plaga havien de doblar la mida del seu altar. Els habitants d'Atenes van doblar la longitud de cada costat de l'altar i la plaga es va incrementar. La interpretació correcta era que havien de doblar el volum de l'altar i no simplement els seus costats. Aquest va ser realment un problema molt difícil de resoldre, però el 350 aC va ser resolt gràcies als esforços de Menaechmus, quan la plaga havia acabar algunes dècades abans. Aquest problema s'anomena comunament "problema delià" degut a aquesta llegenda.

## Hipòcrates i la reducció al càlcul del mig proporcional
Hipòcrates de Quios (ca. 470 aC – ca. 410 aC) va ser un famós matemàtic, geòmetra i astrònom de l'antiguitat. Segons Aristòtil, encara que era un talentós geòmetra, era estult i presentava una manca de sentit comú en altres aspectes .
En l'àmbit de les matemàtiques, la seva major fita va ser que fou el primer matemàtic a escriure un llibre de geometria ordenat de manera sistemàtica, és a dir, demostrant els diferents teoremes a partir d'un conjunt reduït d'axiomes. Va ser anomenat Elements (un nom que Euclides reprengué per al seu famós tractat), del qual només ha sobreviscut un petit fragment. També se li atribueix ser el primer de fer servir el mètode de la reducció a l'absurd com a eina de demostració matemàtica.
En l'àmbit de la geometria, a part d'estudiar el problema de la duplicació del cub, Hipòcrates també va estudiar altres problemes clàssics com el de la quadratura del cercle. Fins aleshores, mai s'havia aconseguit la quadratura d'una figura amb línies corbes i els matemàtics d'aquella època començaven a intuir que seria impossible. Hipòcrates, emperò, va aconseguir quadrar una figura amb línies corbes coneguda com a lluna d'Hipòcrates. En concret, va demostrar que l'àrea de la lluna de la figura és igual a l'àrea del triangle {\displaystyle AOB}.
Quant a la duplicació del cub, Hipòcrates fou el responsable d'una reducció en el problema, de manera que l'enunciat fos aparentment més senzill. Tal reducció va fer pensar als diferents geòmetres que el problema podria ser resolt, però les seves suposicions eren infundades, ja que tal com es pot veure a la secció [sec:prova] és impossible aconseguir la duplicació del cub només amb regle (no marcat) i compàs.
Aquesta reducció consisteix a observar que el volum del cub augmenta seguint una progressió geomètrica cada cop que dupliquem la mida de l'aresta. Això implica que per trobar un volum igual al doble del volum inicial, la mida de l'aresta ha d'estar entre {\displaystyle s} i {\displaystyle 2s}, on {\displaystyle s} és la mida inicial de l'aresta.
Com és una progressió geomètrica, cal utilitzar el mig proporcional (mitjana geomètrica) per tal de trobar aquest valor. I aquesta és la coneguda reducció d'Hipòcrates, la qual redueix el problema de la duplicació del cub al de trobar un mig proporcional.
Si denotem els dos mitjos proporcionals per {\displaystyle a} i {\displaystyle b}, aleshores, d'aquestes proporcions es té: 
{\displaystyle {\frac {s}{a}}={\frac {a}{b}}={\frac {b}{2s}}}
De manera que:
{\displaystyle a^{2}=sbb^{2}=2sa}
Per tant:
{\displaystyle b={\frac {a^{2}}{s}}\Rightarrow \left({\frac {a^{2}}{s}}\right)^{2}=2sa\Rightarrow {\frac {a^{4}}{s^{2}}}=2sa}
En conseqüència, es té que:
{\displaystyle a^{3}=2s^{3}\Rightarrow a={\sqrt[{3}]{2}}s}
Així, {\displaystyle a} és el valor de l'aresta d'un cub que té el volum doble d'un cub d'aresta {\displaystyle s}. La construcció d'un segment d'aquesta longitud utilitzant regle (no marcat) i compàs és impossible, tal com es va poder demostrar utilitzant matemàtica més moderna.

## El problema a l'antiga Grècia

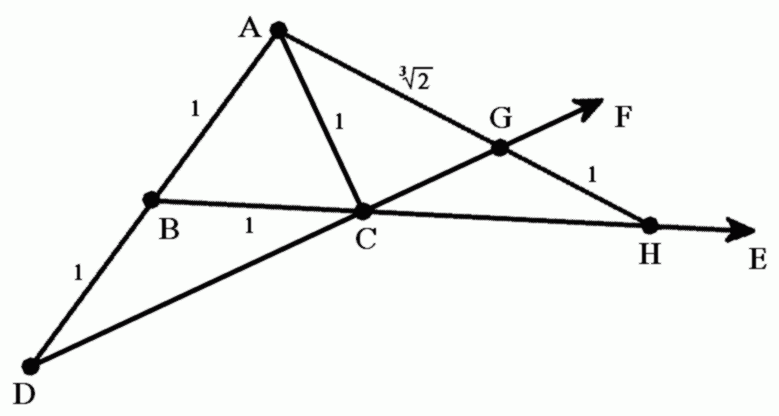
Il·lustració de la construcció amb regle i compàs

Hi ha moltes maneres de construir {\displaystyle {\sqrt[{3}]{2}}} en què s'utilitzen eines diferents al regle i al compàs. Realment, algunes d'aquestes eines poden ser construïdes amb regle i compàs però han de ser tallades del paper abans d'utilitzar-les. Per exemple, Sir Isaac Newton, va construir un regle amb una única unitat de distància marcada.

### Arquirtes
Arquites de Tàrent (c. 428 aC - 350 aC) va ser un matemàtic grec, líder polític i filòsof que visqué durant la primera meitat del segle iv aC. Fou contemporani a Plató, amb qui mantingué certa relació. De fet, Plató assegura en la seva Carta Setena que Arquites mirà de salvar-lo de les urpes del tirà Dionís II de Siracusa enviant una nau a Sicília per rescatar-lo l'any 361 aC. Malgrat tot, la seva vinculació, personal i filosòfica, va ser complexa i hi ha mostres de desavinences entre ambdós.
Gran part de la seva obra està perduda, però se'n té constància per les referències que hi fan diversos autors. És considerat el primer a resoldre el problema. Existeixen indicis que va contribuir al desenvolupament de l'òptica i va establir les bases matemàtiques de la mecànica. Encara que tenim poca informació sobre la seva cosmologia, va desenvolupar l'argument més famós de la infinitud de l'univers en l'antiguitat. A més, és autor del que podria ser el primer text on s'identifica el grup de quatre ciències canòniques (aritmètica, geometria, astronomia i música), que més endavant, a l'Edat Mitjana, seria conegut amb el nom de quadrivium.

#### Resolució
La solució plantejada per Arquites té la particularitat que no està construïda sobre el pla, sinó a l'espai, i resulta de la intersecció de tres superfícies de revolució: un con recte, un cilindre i un tor.
Considerem dos segments {\displaystyle AC}, {\displaystyle AB} entre els quals haurem de trobar les mitjanes proporcionals. Prenent {\displaystyle AC} com a diàmetre, es traça una circumferència que tingui {\displaystyle AB} com a corda. Sobre aquesta circumferència s'aixeca un cilindre; en el cas d'Arquites, es tracta d'un semicilindre, perquè ho restringeix tot a un quadrant. En el pla perpendicular a la circumferència {\displaystyle ABC} i que conté la recta {\displaystyle AC}, es dibuixa una semicircumferència sobre el diàmetre {\displaystyle AC}. Quan fem girar aquesta semicircumferència al voltant de la recta perpendicular al pla {\displaystyle ABC} en el punt {\displaystyle A}, obtenim un semitor de diàmetre interior nul que tallarà el cilindre en una determinada corba.
Per acabar, considerem la recta tangent a {\displaystyle C} en el pla de {\displaystyle ABC} i anomenem {\displaystyle D} el seu punt de tall amb la recta que conté el segment {\displaystyle AB}. Quan fem girar el triangle {\displaystyle ADC} al voltant de l'eix {\displaystyle AC}, obtenim un con recte. La superfície del con es tallarà en un punt {\displaystyle P} amb la corba que resultava de la intersecció del semitor i el semicilindre. Notem que el punt {\displaystyle B} és part d'una semicircumferència {\displaystyle BQE} ({\displaystyle Q} la intersecció amb {\displaystyle AP}) sobre la superfície d'aquest con perpendicular a {\displaystyle ABC} i amb el diàmetre {\displaystyle BE}, on {\displaystyle E} és l'altre punt comú amb la circumferència {\displaystyle ABC}, també perpendicular a {\displaystyle AC}.
Recordem que per construir el semitor, hem fet girar una semicircumferència perpendicular a {\displaystyle ABC} al voltant d'un eix perpendicular al pla {\displaystyle ABC} per {\displaystyle A}. Considerem en particular la semicircumferència que resulta d'aquesta rotació i que passa per {\displaystyle P}; anomenem {\displaystyle C'} el seu punt de tall amb el pla de {\displaystyle ABC}. La semicircumferència en qüestió és, doncs, {\displaystyle APC'}. Direm que el segment {\displaystyle AC'} interseca amb la circumferència {\displaystyle ABC} en el punt {\displaystyle M}. Observem que {\displaystyle PM} és perpendicular al pla de {\displaystyle ABC}, ja que {\displaystyle P} és sobre el cilindre, que s'ha construït amb la circumferència {\displaystyle ABC} com a base. Sigui {\displaystyle N} el punt on {\displaystyle AC'} es talla amb el diàmetre de la semicircumferència {\displaystyle BQE}. Tracem els segments {\displaystyle PC'}, {\displaystyle QM}, i {\displaystyle QN}.
Com que les semicircumferències {\displaystyle BQE} i {\displaystyle APC'} són perpendiculars al pla de {\displaystyle ABC}, es compleix que {\displaystyle QN} és perpendicular al diàmetre {\displaystyle BE}. Per la proposició 35 del tercer llibre d'Euclides, es dona la igualtat
{\displaystyle QN^{2}=BN\cdot NE=AN\cdot NM}
pel que {\displaystyle {\widehat {AQM}}} és un angle recte, com també ho és {\displaystyle {\widehat {APC'}}} (per estar inscrit en una semicircumferència). Això ens permet concloure que {\displaystyle MQ} és paral·lel a{\displaystyle CP'}. Per la semblança entre els triangles, es verifica:
{\displaystyle C'A:AP=AP:AM=AM:AQ}
és a dir,
{\displaystyle AC:AP=AP:AM=AM:AB}
de manera que {\displaystyle AB}, {\displaystyle AM}, {\displaystyle AP} i {\displaystyle AC} estan en proporció contínua. Així, {\displaystyle AM} i {\displaystyle AP} són les dues mitjanes proporcionals buscades. Veurem tot seguit que ens porten a la duplicació del cub en el cas particular que {\displaystyle AC=2AB}, però abans escriurem aquesta resolució en el llenguatge de la geometria analítica actual per comprovar que ens condueix al mateix resultat.
Si {\displaystyle AC} és l'eix {\displaystyle x}, la recta perpendicular a {\displaystyle AC} que passa per {\displaystyle A} en el pla {\displaystyle ABC} és l'eix {\displaystyle y} i la recta que passa per {\displaystyle A} paral·lela a {\displaystyle PM} l'eix {\displaystyle z}, llavors {\displaystyle P} queda determinat per la intersecció de les superfícies
{\displaystyle x^{2}+y^{2}+z^{2}={\frac {a^{2}}{b^{2}}}x^{2}}
{\displaystyle x^{2}+y^{2}=ax}
{\displaystyle x^{2}+y^{2}+z^{2}=a\cdot {\sqrt {x^{2}+y^{2}}}}
on {\displaystyle AC=a} i {\displaystyle AB=b}, que són respectivament el con recte, el cilindre i el tor.
De les dues primeres equacions, obtenim
{\displaystyle x^{2}+y^{2}+z^{2}={\frac {(x^{2}+y^{2})^{2}}{b^{2}}}}
i d'aquesta i la corresponent al tor,
{\displaystyle {\frac {a}{\sqrt {x^{2}+y^{2}+z^{2}}}}={\frac {\sqrt {x^{2}+y^{2}+z^{2}}}{\sqrt {x^{2}+y^{2}}}}={\frac {\sqrt {x^{2}+y^{2}}}{b}}}
o, cosa que és el mateix i com ja havíem indicat,
{\displaystyle AC:AP=AP:AM=AM:AB}
Tenim aleshores
{\displaystyle AC:AB=(AC:AP)\cdot (AP:AM)\cdot (AM:AB)=(AM:AB)^{3}}
En el cas particular que {\displaystyle AC=2AB}, obtenim {\displaystyle AM^{3}=2AB^{3}}, de forma que s'arriba a la duplicació del cub.

### Èudox
Èudox de Cnidos (c. 408 aC - 355 aC) va ser un matemàtic, filòsof, astrònom i metge grec que va estudiar amb Arquites, de qui probablement adquirí l'interès per la duplicació del cub, així com per la teoria de nombres i la teoria de la música. Va fer importants contribucions a la teoria de la proporció, on va donar una definició que permetia longituds possiblement irracionals que s'havien de comparar de manera similar al mètode de multiplicació creuada utilitzat avui. La teoria desenvolupada per ell figura al cinquè volum dels Elements d'Euclides, on hi figura l'axioma d'Èudox en la definició 4. També hi va aparèixer la seva definició d'igualtat entre dues raons.
Una altra contribució notable d'Èudox a les matemàtiques fou un treball sobre la integració, utilitzant el mètode d'exhaustió i el seu propi treball sobre la teoria de la proporció. També va desenvolupar una teoria planetària que, influïda per la filosofia dels pitagòrics a través del seu mestre Arquites, descrivia un sistema basat en esferes giratòries, cadascuna al voltant d'un eix que passava pel centre de la Terra. Se'l considera, de fet, el pare de l'astronomia matemàtica.

#### Resolució
Sabem de la resolució d'Èudox per mitjà d'Eutoci, que en tenia una versió probablement errònia. En primer lloc, perquè Eratòstenes assegurava que el mètode d'Èudox usava línies corbes que a la solució no hi figuraven i, en segon lloc, perquè es tractava una proporció discreta com si fos contínua. Pel que fa a la primera observació d'Eutoci, podria explicar-se per la possibilitat que Èudox efectivament tractés amb corbes, però només hagués indicat un o dos punts d'aquesta suficients per al seu propòsit. Pel que fa a l'error, Èudox en sabia massa com per confondre una proporció contínua amb una discreta, i l'explicació més convicent seria que s'hagués transcrit malament la seva solució.
Molts anys després, Paul Tannery, al segle xix, va suggerir que la solució d'Èudox era en realitat una adaptació de la d'Arquites: una projecció de la construcció del seu mestre en el pla que conté la circumferència ABC. És a dir, una projecció de la intersecció entre el con i el tor al pla de ABC que, en intersecció amb la mateixa circumferència ABC, donava el punt M de la figura d'Arquites. És aquesta interpretació la que estudiem tot seguit.
La projecció en el pla de {\displaystyle ABC} de la intersecció del con i el tor dona la igualtat
{\displaystyle x^{2}={\frac {b^{2}}{a}}{\sqrt {x^{2}+y^{2}}}}
que, en coordenades polars amb {\displaystyle A} l'origen i {\displaystyle AC} l'eix polar, equival a
{\displaystyle \rho ={\frac {b^{2}}{a\cos ^{2}\theta }}}
Resulta senzill trobar qualsevol punt d'aquesta corba. Considerem la circumferència {\displaystyle ABC} i siguin {\displaystyle AC} (el diàmetre) i {\displaystyle AB} (una corda) els dos segments dels que s'han de trobar dues mitjanes proporcionals. Tenim {\displaystyle AC=a} i {\displaystyle AB=b}. Si dibuixem on {\displaystyle BF}, perpendicular a {\displaystyle AC}, es dona

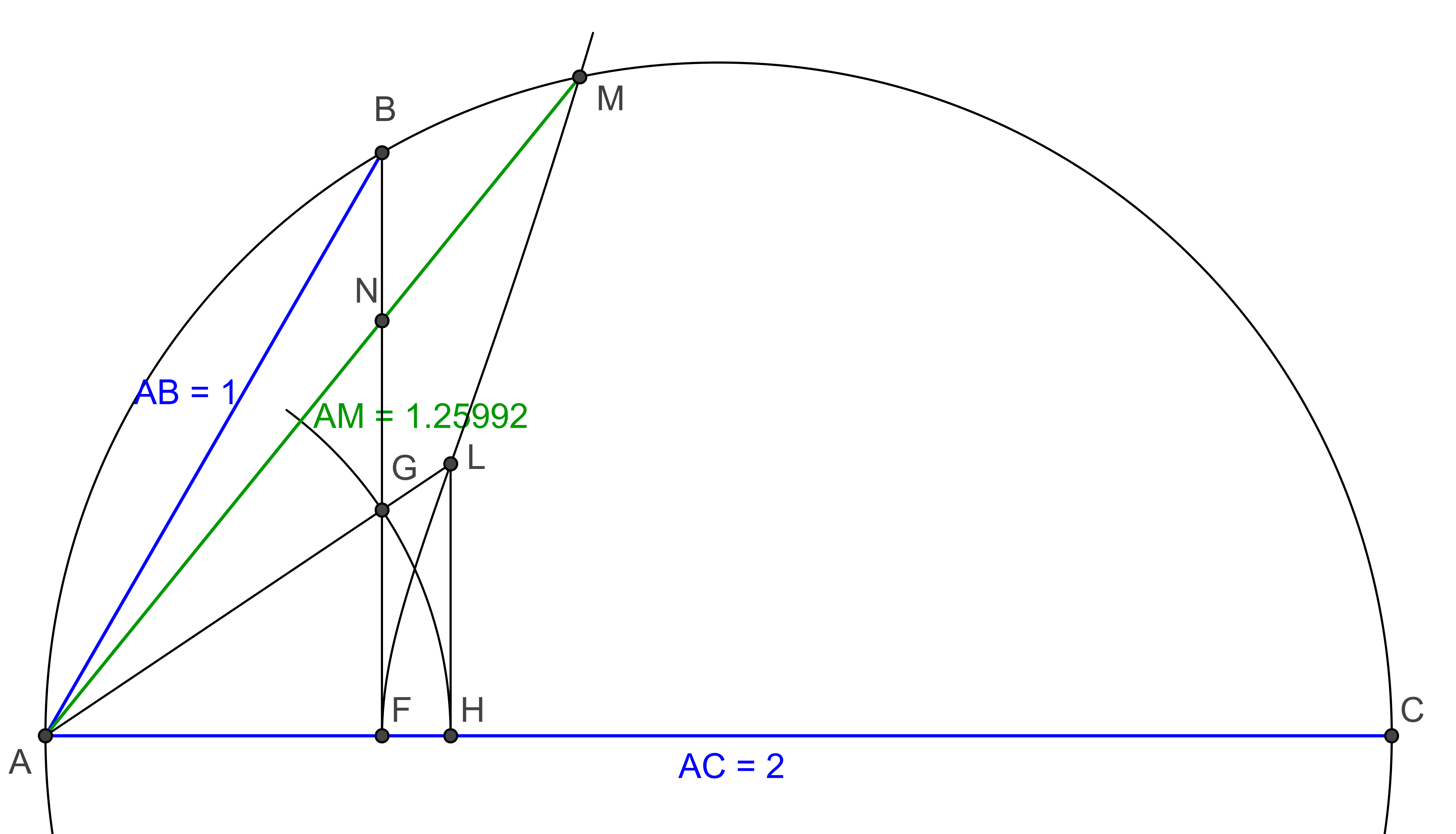
Resolució d'Èudox

{\displaystyle AB^{2}=AF\cdot AC}
o bé
{\displaystyle AF=b^{2}/a}
Sigui {\displaystyle G} qualsevol punt de {\displaystyle BF} i unim {\displaystyle AG}. Si {\displaystyle {\widehat {GAF}}=\theta }, aleshores
{\displaystyle AG=AF\sec \theta }
Ara tracem una circumferència de centre {\displaystyle A} i radi {\displaystyle AG} que tallarà el diàmetre {\displaystyle AC} en un punt {\displaystyle H}. Aixequem una perpendicular a aquest diàmetre que passi per {\displaystyle H} i anomenem {\displaystyle L} la intersecció amb la recta que conté el segment {\displaystyle AG}. Llavors
{\displaystyle AL=AH\sec \theta =AG\sec \theta =AF\sec ^{2}\theta }
És a dir, si {\displaystyle \rho =AL}, tenim
{\displaystyle \rho ={\frac {b^{2}}{a}}\sec ^{2}\theta }
i {\displaystyle L} és un punt de la corba.
De forma equivalent podem representar qualsevol altre punt de la corba intersecció del con i el tor. Si la corba es troba amb la circumferència {\displaystyle ABC} en {\displaystyle M}, la longitud {\displaystyle AM} és la mateixa que la corresponent a la solució d'Arquites. Recordem que {\displaystyle AM} és una de les dues mitjanes proporcionals entre {\displaystyle AB} i {\displaystyle AC}. L'altra ({\displaystyle AP} en la representació d'Arquites) s'obté ràpidament de la relació {\displaystyle AM^{2}=AB\cdot AP} obtinguda a partir de la igualtat {\displaystyle AP:AM=AM:AB} vista en la resolució d'Arquites. Obtingudes les dues mitjanes proporcionals entre {\displaystyle AB} i {\displaystyle AC}, el problema queda resolt.

### Menecm
Menecm (c. 380-320 aC) fou deixeble d'Èudox de Cnidos i va donar-se a conèixer cap a la meitat del s.IV aC. Alguns autors consideren que va "fer la geometria més perfecte".
Menecm va trobar dues solucions al problema de la duplicació del cub. Les dues es basen a trobar un punt com a intersecció de dues còniques: una paràbola i una hipèrbola en el primer cas i dues paràboles en el segon. Aquestes solucions són mencionades a l'epigrama d'Eratòstenes: No talleu el con en les seccions de Menecm. De les solucions trobades juntament amb aquest fet, s'atribueix a Menecm el descobriment de les còniques, no conegudes amb els seus noms actuals atribuïts a Apol·loni, però sí com les corbes que complien les propietats necessàries per a resoldre el problema en qüestió.
Reduint-se a la idea d'Hipòcrates, les seves solucions busquen la proporció mitjana que ens dona el costat del cub duplicat. Si {\displaystyle x,y} són dues mitjanes proporcionals entre dos segments {\displaystyle a,b}, és a dir,
{\displaystyle {\frac {a}{x}}={\frac {x}{y}}={\frac {y}{b}}},
aleshores és clar que {\displaystyle x^{2}=ay}, {\displaystyle y^{2}=bx} i {\displaystyle xy=ab}, on amb equacions cartesianes és fàcil reconèixer dues paràboles i una hipèrbola. Menecm no només va haver de veure això, sinó que també veure les propietats de les corbes trobades, com per exemple les assímptotes. A més, tot aquest formalisme que nosaltres utilitzem per a resoldre el problema no existia.
A part del descobriment de les còniques, no es coneix molta de la seva feina. és mencionat en altres obres com a col·laborador i s'extreu dels escrits de Procle que va escriure sobre el formalisme de les matemàtiques. Discutia les diferències entre principi i element, teorema i problema, i condicions suficients per als teoremes.
Com a curiositat, Menecm va ser tutor de geometria d'Alexandre el Gran. El rei li va demanar que li ensenyés una drecera per aprendre geometria. Menecm va contestar: Oh rei, per viatjar entre països hi ha camins reials i camins per ciutadans, però per arribar a la geometria hi ha només un camí per a tots. No se sap segur si això va ser així, ja que també hi ha la tendència a associar la frase a Euclides i el rei Ptolemeu, tot i que més coneguda la seva relació, seria posterior.

#### Resolució
A continuació explicarem les dues solucions de Menecm.

##### Primera solució

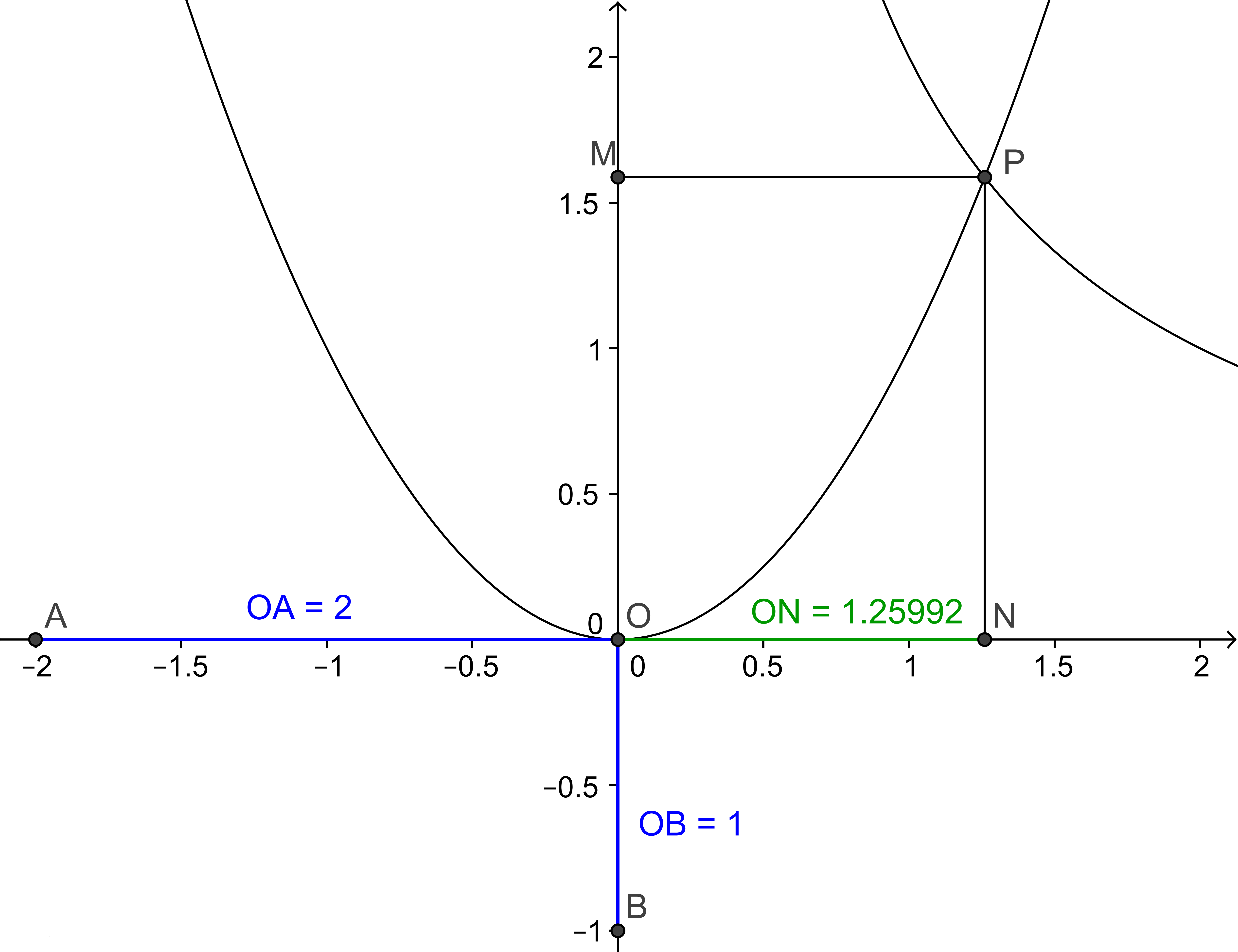
Representació del primer mètode de Menecm

Suposem que {\displaystyle AO} i {\displaystyle OB} són dos segments tals que {\displaystyle AO>OB} i els col·loquem formant un angle recte a {\displaystyle O}. Suposem el problema solucionat, és a dir, tenim les dues mitjanes proporcionals
{\displaystyle AO:OM=OM:ON=ON:OB}
amb {\displaystyle OM} posat a continuació de {\displaystyle OB} i {\displaystyle ON} posat a continuació de {\displaystyle AO}. Ara completem el rectangle {\displaystyle OMPN}. Un cop fet això, tenim
{\displaystyle OB\cdot OM=ON^{2}=PM^{2}}
és a dir, tenim que {\displaystyle P} està sobre una paràbola amb vèrtex {\displaystyle O}, eix {\displaystyle OM} i costat recte {\displaystyle OB}. Per altra banda, tenim
{\displaystyle AO\cdot OB=OM\cdot ON=PN\cdot PM}
és a dir, tenim que {\displaystyle P} està sobre una hipèrbola amb centre {\displaystyle O} i assimptotes {\displaystyle OM} i {\displaystyle ON}. D'aquesta manera, per trobar el punt {\displaystyle P} hem de construir una paràbola amb vèrtex {\displaystyle O}, eix {\displaystyle OM} i costat recte {\displaystyle OB} i una hipèrbola amb assimptotes {\displaystyle OM} i {\displaystyle ON} tal que el rectangle construït pels segments {\displaystyle PM} i {\displaystyle PN} dibuixats sobre qualsevol punt {\displaystyle P} de la corba paral·lels a una assimptota i tallant l'altra sigui semblant al rectangle format per {\displaystyle AO} i {\displaystyle OB}.
Així doncs, la intersecció de la paràbola i la hipèrbola ens donen el punt {\displaystyle P} que soluciona
{\displaystyle AO:OM=OM:ON=ON:OB}

##### Segona solució

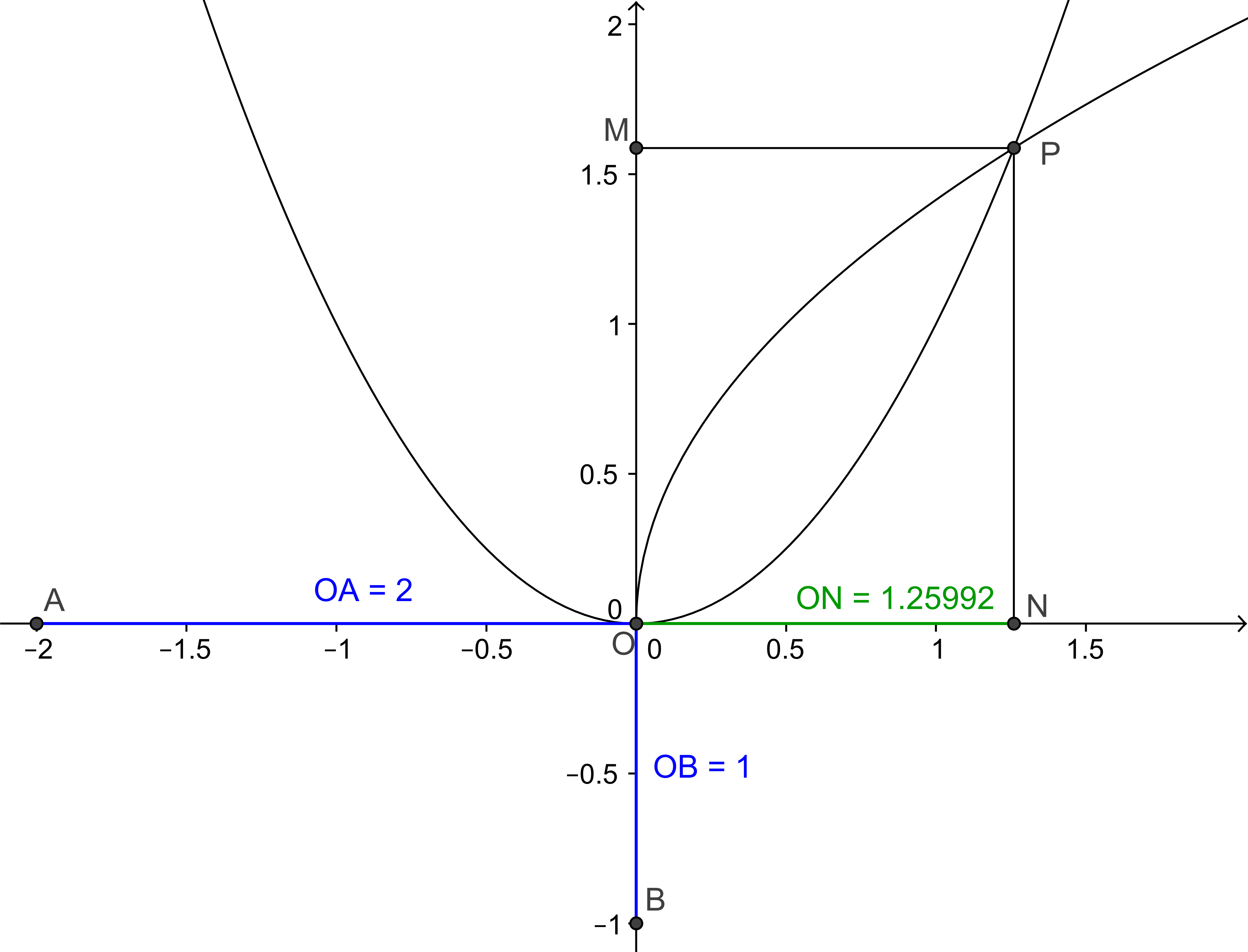
Representació del segon mètode de Menecm

Com abans, suposem que el problema està resolt. Per tant, a partir de
{\displaystyle AO:OM=OM:ON=ON:OB}
tenim la relació
{\displaystyle OB\cdot OM=ON^{2}=PM^{2}}
és a dir, tenim que {\displaystyle P} està sobre una paràbola amb vèrtex {\displaystyle O}, eix {\displaystyle OM} i costat recte {\displaystyle OB}, i també
{\displaystyle AO\cdot ON=OM^{2}=PN^{2}}
és a dir, tenim que {\displaystyle P} està sobre una paràbola amb vèrtex {\displaystyle O}, eix {\displaystyle ON} i costat recte {\displaystyle OA}. Per trobar el punt {\displaystyle P} doncs, hem de dibuixar les paràboles amb {\displaystyle OM} i {\displaystyle ON} per eixos i {\displaystyle OB} i {\displaystyle OA} per costats rectes respectivament.
La intersecció de les dues corbes ens dona el punt {\displaystyle P} que ens resol la proporció mitjana buscada.

### Plató
Plató (ca. 427 a.C. - ca. 347 a.C.) fou un filòsof grec, seguidor de Sòcrates i mestre d'Aristòtil. Va ser el fundador de l'Acadèmia on participaria activament en l'ensenyament. Durant els més de 900 anys de la seva duració, Aristòtil va acudir a l'Acadèmia des d'Estagira per estudiar filosofia al voltant del seu mestre.
Pel que fa al problema de la duplicació del cub, una de les grans qüestions és la solució coneguda com la màquina de Plató. Es tracta d'una solució mecànica i, per això, és difícil d'imaginar que Plató fos qui la donés. De fet, és lícit el dubte en tant que l'opinió que tenia Plató sobre aquest tipus de solucions era en detriment. Un exemple és aquest fragment escrit per Plutarc de Queronea (45 dC - 120 dC):
Plató va retreure als deixebles d'Èudox, Arquites i Menecm per recórrer a mitjans mecànics i instruments per resoldre el problema de duplicar el volum, ja que en el seu desig de trobar d'alguna manera dos mitjos proporcionals, van recórrer a un mètode que era irracional. En procedir d'aquesta manera, es perdia irremeiablement el millor de la geometria, per una regressió al nivell dels sentits, la qual cosa impedeix crear i fins i tot percebre les imatges eternes i incorpòries entre les que Déu és eternament Déu.
Hi ha dues teories referents a la utilització de la màquina de Plató per resoldre el problema de la duplicació del cub. Una és que Plató va inventar la solució mecànica per mostrar la facilitat del seu ús, però la teoria més acceptada és que la màquina de Plató fou inventada per un dels seus seguidors en l'Acadèmia.
En referència a la figura de la segona solució de Menecm, es veu que les línies rectes donades i els dos mitjos entre elles es mostren en ordre cíclic (a favor de les agulles del rellotge) com a línies rectes radials a {\displaystyle O} i separades per angles rectes. Així és exactament la disposició de les línies en la solució atribuïda a Plató. Per tant, sembla probable que algú que tenia la segona solució de Menecm abans que ell estigués desitjant mostrar com la mateixa representació de les quatre línies rectes podria ser aconseguida amb una construcció mecànica com una alternativa a la utilització de les còniques.
Dibuixant les dues línies rectes abans esmentades, es defineixen en sentit dextrogir els segments {\displaystyle OA}, {\displaystyle OM}, {\displaystyle ON} i {\displaystyle OB}. De la mateixa manera que a la segona solució de Menecm, es té {\displaystyle AO:OM=OM:ON=ON:OB}. Es pot observar que els angles {\displaystyle {\widehat {AMN}}} i {\displaystyle {\widehat {MNB}}} són rectes. El problema llavors és, donats {\displaystyle OA} i {\displaystyle OB} que formen un angle recte entre si, idear la resta de la figura per tal que els angles corresponents als vèrtexs {\displaystyle M} i {\displaystyle N} siguin rectes.
L'instrument utilitzat és un de semblant al que utilitzaria un sabater per a mesurar la longitud d'una sabata. L'angle {\displaystyle {\widehat {FGH}}} és rígid, recte i està fet de fusta. {\displaystyle KL} és un puntal que, fixat a un pal {\displaystyle KF} i lliscant al llarg de {\displaystyle GF}, es pot moure mentre roman sempre paral·lel a {\displaystyle GH} o en angle recte amb {\displaystyle GF}.
A continuació, es col·loca el vèrtex rígid {\displaystyle {\widehat {FGH}}} (que conté un angle recte) de manera que {\displaystyle GH} passi per {\displaystyle B}, i es gira fins que el vèrtex {\displaystyle G} es trobi en {\displaystyle AO}. Després, es fa lliscar el puntal mòbil {\displaystyle KL}, que roman sempre paral·lel a {\displaystyle GH}, fins que la seva vora (cap a {\displaystyle GH}) passi per {\displaystyle A}. Si ara el punt angular intern entre el puntal {\displaystyle KL} i la recta {\displaystyle FG} no es troba a la recta {\displaystyle BO}, s'ha de tornar a realitzar el procés de nou i el puntal s'ha de moure fins un punt de {\displaystyle BO}, com {\displaystyle M}, tenint cura que durant tot el moviment les vores interiors de {\displaystyle KL} i {\displaystyle GH} passen per {\displaystyle A} i {\displaystyle B} respectivament i que el punt angular interior a {\displaystyle G} es mou al llarg de la recta {\displaystyle AO} donada.
En la figura de Menecm es veu clarament que és possible que la muntura prengui la posició desitjada, on {\displaystyle MO} i {\displaystyle NO} són els mitjos entre {\displaystyle AO} i {\displaystyle BO}, i els angles {\displaystyle {\widehat {AMN}}}, {\displaystyle {\widehat {MNB}}} són angles rectes. Tot i això, no és fàcil d'aconseguir aquesta posició descrita.
L'assumpte pot ser considerat analíticament de la següent forma. Es pren qualsevulla altra posició de la construcció en la qual el puntal i {\displaystyle GH} passen per {\displaystyle A} i {\displaystyle B} respectivament, mentre {\displaystyle G} es troba en la recta {\displaystyle AO} donada, però {\displaystyle P} (punt angular entre el puntal {\displaystyle KL} i {\displaystyle FG}) no està a la recta produïda {\displaystyle OM}. Es consideren {\displaystyle ON} i {\displaystyle OM} com els eixos {\displaystyle x} i {\displaystyle y} respectivament. Es dibuixa la recta {\displaystyle PR}, perpendicular a {\displaystyle OG} i es defineix {\displaystyle S} com la intersecció de la recta produïda {\displaystyle GP} i {\displaystyle OM}.
Siguin {\displaystyle AO=a}, {\displaystyle BO=b} i {\displaystyle OG=r} tres segments de la construcció tractada. Aleshores {\displaystyle AR.RG=PR^{2}} o equivalentment; {\displaystyle (a+x)(r-x)=y^{2}.} També, per semblança de triangles, {\displaystyle PR:RG=SO:OG=OG:OB}, és a dir, {\displaystyle {\frac {y}{r-x}}={\frac {r}{b}}}
De l'equació s'obté {\displaystyle {\frac {x^{2}+y^{2}+ax}{a+x}}}, i multiplicant ambdues equacions es té by {\displaystyle a+x=ry^{2}} on, substituint el valor de {\displaystyle r}, s'obté al lloc de {\displaystyle P} una corba de tercer grau, {\displaystyle b(a+x)^{2}=y(x^{2}+y^{2}+ax)}. La intersecció, {\displaystyle M}, d'aquesta corba amb l'eix {\displaystyle y} dona {\displaystyle OM^{3}=a^{2}b}. {\displaystyle \square }
El fet de ser una solució teòrica, l'atribuïda a Plató és més difícil que la de Menecm.

### Erastòtenes
Eratòstenes (ca. 276 a.C. - ca. 194 a.C.) va ser un matemàtic, geògraf, poeta, astrònom i músic grec. És conegut per haver sigut la primera persona a calcular la circumferència de la Terra que, a més a més, va resultar ser bastant precisa. No només això, sinó que també va ser capaç de calcular l'obliqüitat de l'eclíptica, la distància de la Terra al Sol i també va inventar l'any de traspàs.
També feu una cronologia científica de tots els esdeveniments rellevants des de la Guerra de Troia.
Va ser una persona de gran influència en la seva època, qui rebutjà d'especialitzar-se en un únic camp. Això va fer que els seus crítics, com a mofa, l'anomenessin Beta (la segona lletra de l'alfabet grec), per tal de fer entendre que sempre era el segon en totes les seves investigacions .
En l'àmbit de les matemàtiques, se’l coneix per haver desenvolupat un algorisme que li permetia de trobar nombres primers. És conegut amb el nom de Sedàs d'Eratòstenes', certes modificacions del qual encara es fan servir avui en dia.
Respecte al problema de la duplicació del cub, Erastòtenes també va proposar una solució mecànica mitjançant tres figures planes que es poden moure en paral·lel una respecta l'altra i també respecte a la seva posició original entre dos regles en paral·lel. Pappus fa servir triangles, i Estoci paral·lelograms amb les diagonals dibuixades. En aquesta demostració, es faran servir triangles puix que és la solució més senzilla i elegant:
Suposi’s el marc delimitat per les rectes paral·leles {\displaystyle AX} i {\displaystyle EY}. La posició inicial dels triangles és la de la figura, on els triangles són {\displaystyle AMF}, {\displaystyle MNG} i {\displaystyle NQH}.
A la figura, les línies paral·leles {\displaystyle AE} i {\displaystyle DH} són per les quals s'ha de trobar dos mitjos proporcionals i tots els triangles menys el triangle {\displaystyle AMF} s'han mogut en paral·lel respecte a la seva posició original en direcció a {\displaystyle AMF}, de manera que se superposen amb el triangle {\displaystyle NQH} arribant a la posició {\displaystyle N'QH} en què {\displaystyle QH} passa per {\displaystyle D} i el triangle {\displaystyle MNG} a la posició {\displaystyle M'NG}, de manera que els punts {\displaystyle B} i {\displaystyle C} on {\displaystyle MF,M'G} i {\displaystyle NG,N'H} respectivament s'intersequen estan en una línia recta amb {\displaystyle A} i {\displaystyle D}.
Siguin {\displaystyle AD}, {\displaystyle EH} tals que es tallen en {\displaystyle K}. Aleshores, {\displaystyle EK:KF=AK:KB=FK:KG} i {\displaystyle EK:KF=AE:BF}, mentre que {\displaystyle FK:KG=BF:CG}. Per tant, es té que {\displaystyle AK:BF=BF:CG}. De manera anàloga, es té que {\displaystyle BF:CG=CG:DH}, de manera que {\displaystyle AE}, {\displaystyle BF}, {\displaystyle CG} i {\displaystyle DH} estiguin en proporció contínua i {\displaystyle BF}, {\displaystyle CG} són els dos mitjos proporcionals. {\displaystyle \square }

### Nicomedes
Nicomedes (ca. 280 aC - ca. 210 aC) va ser un matemàtic grec de l'antiga Grècia. No es coneixen gaire detalls de la seva vida, només uns quants a partir de les referències en els seus treballs. Diversos estudis apunten que visqué aproximadament entre el 280 aC i el 210 aC, però només se sap amb certesa que va viure al mateix temps, o poc després, que Eratòstenes, ja que va fer una crítica del seu mètode per a la duplicació del cub. Eutoci va dir que Nicomedes:
...estava extraordinàriament orgullós del seu descobriment d'aquesta corba, contrastant-la amb el mètode d'Eratòstenes per trobar qualssevol nombre de mitjos proporcionals, del que objectava formalment que era impracticable i totalment contrari a l'esperit de la geometria.

#### Concoide de Nicomedes
Una concoide és una corba que deriva d'un punt fix {\displaystyle O} (anomenat pol), una altra corba i una distància {\displaystyle d}.
Per a cada recta que passa per {\displaystyle O} i que interseca a la corba donada en {\displaystyle A}, els dos punts d'aquesta recta de la qual estan a distància {\displaystyle d} de {\displaystyle A} formen part de la concoide. La concoide és, per tant, la cissoide de la corba donada i un cercle de radi {\displaystyle d} i centre {\displaystyle O}.
L'expressió més simple per a una concoide fa servir coordenades polars amb {\displaystyle O} a l'origen: si {\displaystyle r=\alpha (\theta )} és l'expressió de la corba donada, aleshores {\displaystyle r=\alpha (\theta )\pm d} és l'expressió de la concoide. Si la corba és una recta, aleshores la concoide es coneix com a concoide de Nicomedes. En aquest cas, l'expressió de la concoide és {\displaystyle r=b+a\sec(\theta )} o també en coordenades cartesianes: {\displaystyle (x-a)^{2}(x^{2}+y^{2})=b^{2}x^{2}}.

#### Solució proposada
Nicomedes va proposar una solució al problema de la duplicació del cub en el seu llibre Sobre les línies concoides de la qual estava especialment orgullós, ja que considerava que era molt millor que el mètode proposat per Eratòstenes.
Nicomedes va trobar una solució al problema per mitjà d'una concoide.
Siguin {\displaystyle AB}, {\displaystyle BC} dos segments que formen un angle recte:
1. Completar el paral·lelogram {\displaystyle ABCL}.
2. Bisecar els segments {\displaystyle AB}, {\displaystyle BC} en {\displaystyle D} i {\displaystyle E} respectivament.
3. Ajuntar {\displaystyle LD}.
4. Prolongar els segments {\displaystyle LD} i {\displaystyle CB} perquè es tallin en {\displaystyle G}.
5. Dibuixar {\displaystyle EF} formant un angle recte amb {\displaystyle BC}, de longitud tal que {\displaystyle CF=AD}.
6. Ajuntar {\displaystyle GF} i dibuixar {\displaystyle CH} paral·lel a ell.
7. Des del punt {\displaystyle F}, dibuixar {\displaystyle FHK}, tallant {\displaystyle CH} en {\displaystyle H} i prolongar {\displaystyle BC} fins a {\displaystyle K} de manera que {\displaystyle HK=CF=AD}. Això es fa mitjançant una concoide en la qual {\displaystyle F} és el pol, {\displaystyle CH} la corba inicial i la distància és {\displaystyle AD=CF}.
8. Ajuntar {\displaystyle KL} i prolongar {\displaystyle BA} i {\displaystyle KL} perquè es tallin en {\displaystyle M}.

Aleshores, {\displaystyle CK} i {\displaystyle MA} son mitjanament proporcionals. En efecte, com que {\displaystyle BC} està bisecat en {\displaystyle E} i perllongat a {\displaystyle K}, es té que {\displaystyle BK.KC+CE^{2}=EK^{2}}. Sumant {\displaystyle EF^{2}} a cada cantó, s'obté: {\displaystyle BK.KC+CE^{2}=KF^{2}}
Per paral·lelisme, es té que {\displaystyle MA:AB=ML:LK=BC:KC}. Però {\displaystyle AB=2AD} i {\displaystyle 2BC=GC} i, per tant, {\displaystyle MA:AD=GC:CK=GKH:HK}, cosa que implica que {\displaystyle MD:DA=FK:HK}.
Però per construcció es té que {\displaystyle HK=AD} i, per tant, {\displaystyle MD=FK} i {\displaystyle MD^{2}=FK^{2}}. Amb això i l'equació [eq:nicomedes], s'obté que {\displaystyle MD^{2}=BM.MA+DA^{2}} i {\displaystyle FK^{2}=BK.KC+CF^{2}}, el que vol dir que {\displaystyle CK:MA=BM:BK=LC:CK}, mentre que al mateix temps es té que {\displaystyle BM:BK=MA:AL}. Per tant, s'arriba al fet que {\displaystyle LC:CK=CK:MA=MA:AL} o {\displaystyle AB:CK=CK:MA=MA:BC}. {\displaystyle \square }

### Apol·loni de Perge, Heró d'Alexandria i Filó de Bizanci
Aquests tres matemàtics grecs van donar essencialment la mateixa demostració, per això es presenten tots tres a la mateixa secció.
Apol·loni de Perge (ca. 262 aC - ca. 190 aC) va ser famós per la seva obra Sobre les seccions còniques, a més de ser qui va donar nom a l'el·lipse, la paràbola i la hipèrbola.
Sobre Heró d'Alexandria (ca. 10 dC - ca. 70 dC) se sap molt poca cosa. Només que es creu que va poder ser professor en el Museion d'Alexandria ja que bona part dels seus escrits apareixen en forma d'apunts didàctics.
De Filó de Bizanci (ca. 280 aC - ca. 220 aC) se sap que va ser un escriptor grec els escrits del qual tractaren, entre altres coses, sobre mecànica. Investigacions recents apunten que va ser el primer en descriure un molí d'aigua de la història .
La demostració que van realitzar és la que es descriu a continuació:
Siguin {\displaystyle AB}, {\displaystyle AC} dos segments que formen un angle recte:
1. Completar el rectangle {\displaystyle ACDB} i prendre {\displaystyle E} el punt on les diagonals s'intersequen.
2. Traçar un cercle amb centre {\displaystyle E} i radi {\displaystyle EB}, de manera que el rectangle quedi circumscrit en ell.
  - Traçar un cercle de centre {\displaystyle E}, de tal manera que talli les prolongacions de {\displaystyle AB} i {\displaystyle AC} en {\displaystyle F} i {\displaystyle G} respectivament, de manera que {\displaystyle F}, {\displaystyle D} i {\displaystyle G} estiguin alineats.
  - Col·locar el regle de manera que passi per {\displaystyle D} i rotar-lo respecte a {\displaystyle D} fins que la vora intersequi les prolongacions de {\displaystyle AB} i {\displaystyle AC} en {\displaystyle F} i {\displaystyle G} respectivament, amb {\displaystyle FE=GE}.
  - Col·locar el regle de manera que passi per {\displaystyle D} i rotar-lo respecte a {\displaystyle D} fins que talli les prolongacions de {\displaystyle AB} i {\displaystyle AC} i el cercle per {\displaystyle ABDC} en punts {\displaystyle F}, {\displaystyle G} i {\displaystyle H} de manera que {\displaystyle FD} i {\displaystyle GH} siguin iguals.

Clarament, totes tres construccions donen els mateixos punts {\displaystyle F} i {\displaystyle G}. En primer lloc, la prova que {\displaystyle AF.FB} = {\displaystyle AG.GC} és:
- Amb les construccions d'Apol·loni i Heró, es té que si {\displaystyle K} és el punt mig de {\displaystyle AB}, aleshores {\displaystyle AF.FB+BK=FK^{2}}. Sumant {\displaystyle EK^{2}} a ambdós membres, s'obté que {\displaystyle AF.FE+BE^{2}=EF^{2}}. De manera similar, s'arriba al fet que {\displaystyle AG.GC+CE^{2}=EG^{2}}, però com {\displaystyle BE=CE} i {\displaystyle EF=EG}, es té que {\displaystyle AF.FB=AG.GC}.
- Amb la construcció de Filó, com que {\displaystyle GH=FD}, es té que {\displaystyle HF.FD=DG.GH}, però com el cercle {\displaystyle BDHC} passa per {\displaystyle A}, aleshores {\displaystyle HF.FD=AF.FB} i {\displaystyle DG.GH=AG.GC} i, per tant, {\displaystyle AF.FB=AG.GC}.

A partir d'aquí i per simetria de triangles, es té que {\displaystyle FA:AG=DC:CG=FB:BD}, cosa que implica que {\displaystyle DC:CG=CG:FB=FB:BD} i, per tant, es conclou que {\displaystyle AB:CG=CG:FB=FB:AC}. {\displaystyle \square }

### Diocles i la Cissoide
Diocles (ca. 240 aC - ca. 180 aC) va ser un destacat geòmetra contemporani a Apol·loni de Perge. A Diocles se li atribueix la comprovació de la propietat de la paràbola (un mirall parabòlic reflexa de forma paral·lela els raigs emesos des del seu focus, cosa molt important en les antenes de satèl·lits). Una de les seves obres més destacades és Sobre els miralls ustoris que ha tingut una gran influència en els matemàtics àrabs posteriors. Al llibre, destaca l'habilitat de Diocles en l'ús de les seccions còniques.

#### La cissoide
La Cissoide de Diocles és una corba generada per la resta del vector posició d'una recta paral·lela a l'eix {\displaystyle OY}, que passa pel punt {\displaystyle (2a,0)}, i el radi vector d'una circumferència de radi {\displaystyle a} i centre en {\displaystyle (0,a)}.
En coordenades cartesianes, la cissoide té la següent expressió: {\displaystyle y^{2}={\frac {x^{3}}{2a-x}}} I en coordenades polars: {\displaystyle \rho =2a{\frac {\sin ^{2}\omega }{\cos \omega }}}
Diocles va introduir aquesta corba per a resoldre el problema de la duplicació del cub.

## Mètodes més enllà de l'antiga Grècia
Diferents autors moderns van suggerir mètodes de la duplicació del cub. Entre aquests, destaquen els noms de Viète, Descartes, Fermat, Huygens i Newton.
De fet, Descartes va demostrar que qualsevol problema geomètric que dona una equació cúbica es pot reduir a la duplicació del cub o a la trisecció de l'angle, com ja havia anunciat prèviament Viète.
Per la seva banda, Fermat que, tot i escriure la seva solució abans que Descartes, aquesta no va ser coneguda fins després de la seva mort, va anar més lluny considerant el cas de n mitjanes proporcionals.
Com veurem més endavant, en el segle xix es va demostrar la impossibilitat de resoldre el problema amb regle i compàs; tot i així, podem encara trobar aproximacions prou bones de l'arrel cúbica en ple segle XX com és el cas de la proposada per Finsler (1937/38).

### François Viète
François Viète va néixer l'any 1540 a Fontenay-le-Comte (es desconeix la data exacta) i va morir a París el 13 de desembre de 1603. Tot i que Viète mai va ser matemàtic professional va realitzar diverses publicacions, entre les quals destaquem Supplementum geometricae (1593), on va presentar solucions geomètriques per a la duplicació del cub i la trisecció de l'angle. En particular, demostrarem la Proposició V, on estudia la duplicació del cub.
Proposició V: donades dues línies rctes, trobar les dues mitjanes proporcionals entre elles.
Siguin {\displaystyle Z} i {\displaystyle X} els dos segments donats ({\displaystyle Z} major que {\displaystyle X}), hem de trobar les dues mitjanes proporcionals entre {\displaystyle Z} i {\displaystyle X}. Tracem d'entrada una circumferència amb centre {\displaystyle A} i radi igual a la meitat de la longitud de {\displaystyle Z}. Situem dos punts sobre la circumferència, {\displaystyle B} i {\displaystyle C}, de manera que el segment {\displaystyle BC} sigui igual a la longitud de {\displaystyle X} i extenem {\displaystyle BC} fins a {\displaystyle D} fent que {\displaystyle BD} sigui el doble de {\displaystyle BC}.

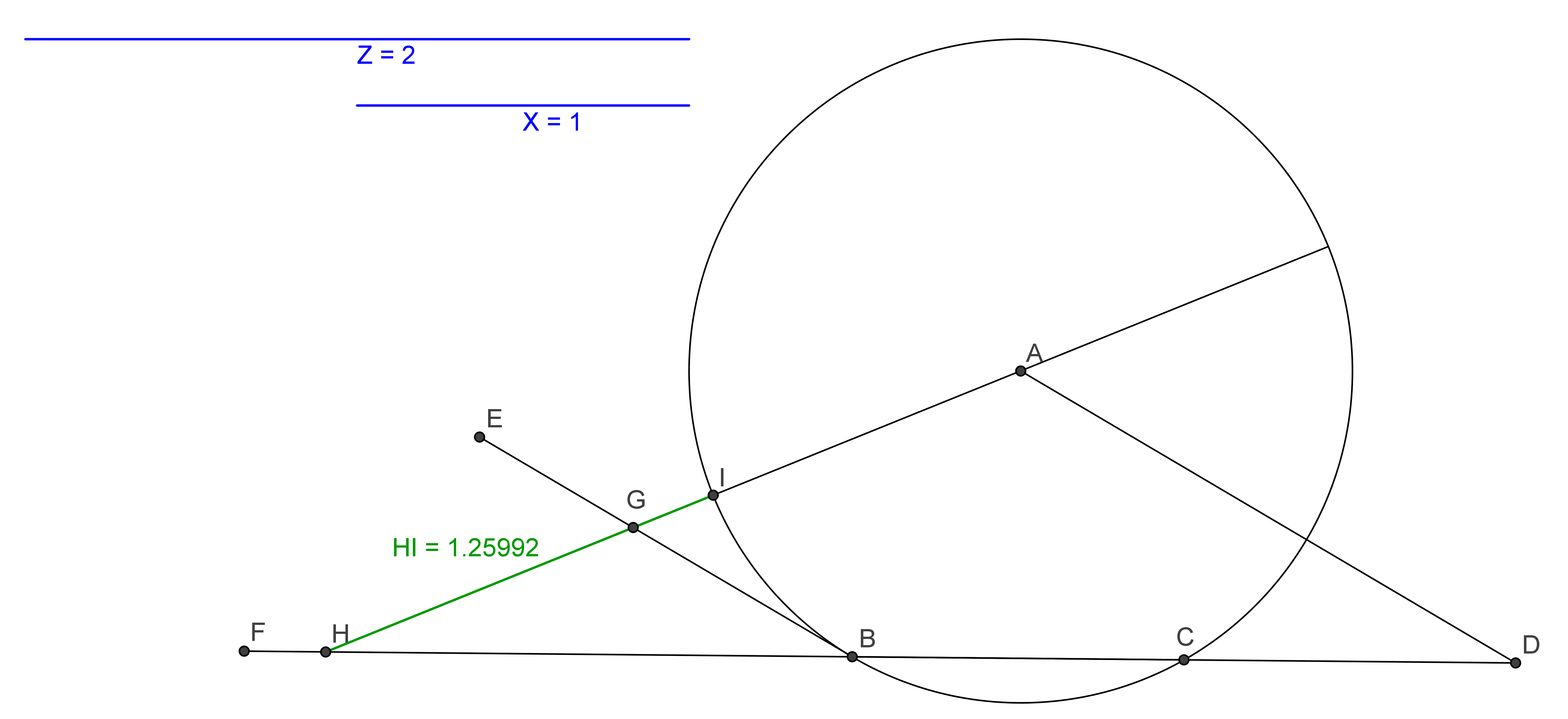
Representació de la solució proposada per Viète

A continuació unim {\displaystyle D} i {\displaystyle A} i tracem un segment paral·lel a DA, BE, de longitud indefinida. Extenem DB també indefinidament fins al punt F i tracem una línia recta KAIGH que talli la circumferència en els punts I i K i els segments BE i BF en els punts G i H de manera que AB=GH. Com que DA i BG són paral·lels, els triangles HGB i HAD són semblants i per tant:
{\displaystyle HG:HB=HA:HD\Longrightarrow HG:HB=(HA-HG):(HD-HB)=GA:BD} ,
a més, com que IK=2AB=2HG i BD=2BC se satisfà:
{\displaystyle HG:IK=BC:BD}
A partir d'aquestes expressions obtenim:
{\displaystyle HG\cdot BD=HB\cdot GA;HG\cdot BD=IK\cdot BC}
d'on
{\displaystyle IK\cdot BC=HB\cdot GA\Longrightarrow IK:HB=GA:BC}
Com que GH=AI, aleshores HI=GA i per tant:
{\displaystyle IK:HB=HI:BC}
Així doncs, des del punt H, exterior a la circumferència, s'han construït dos segments que la tallen (HK i HC), de manera que el producte de les seves parts exteriors (HI i HB) és igual al producte de les seves parts interiors (IK i BC). És per això que IK, HB, HI i BC estan en proporció contínua. En tant que IK i BC tenen la mateixa longitud que els segments Z i X respectivament, hem trobat les dues mitjanes proporcionals entre Z i X, HB i HI.

### René Descartes
René Descartes (1596-1650) fou un filòsof, matemàtic i físic francès considerat el pare de la geometria analítica i de la filosofia moderna. Aquesta soluci\'o per al problema de trobar dues mitjanes proporcionals apareix en el llibre tercer de la seva obra La Geometria. La demostració que mostrarem, però, serà la que ofereix Claude Rabuel en el seu llibre Comentaris sobre La Geometria de M.Descartes ja que Descartes utilitza resultats previs que caldria analitzar amb detall.
Partint de dos segments donats a,q volem trobar dues mitjanes proporcionals. Hem de dibuixar una paràbola amb un vèrtex A i un punt C sobre l'eix de simetria d'aquesta tal que AC=a/2 i amb una distància focal igual a a/4. Ara fem la perpendicular a AC que passi per C i trobem un punt E tal que CE=q/2. Tracem la circumferència de centre E i que passa per A i anomenem F el punt de tall de la paràbola amb la circumferència. Tracem la perpendicular a AC que passi per F i talli l'eix de simetria de la paràbola a L i obtindrem que FL i LA són les dues mitjanes proporcionals buscades.

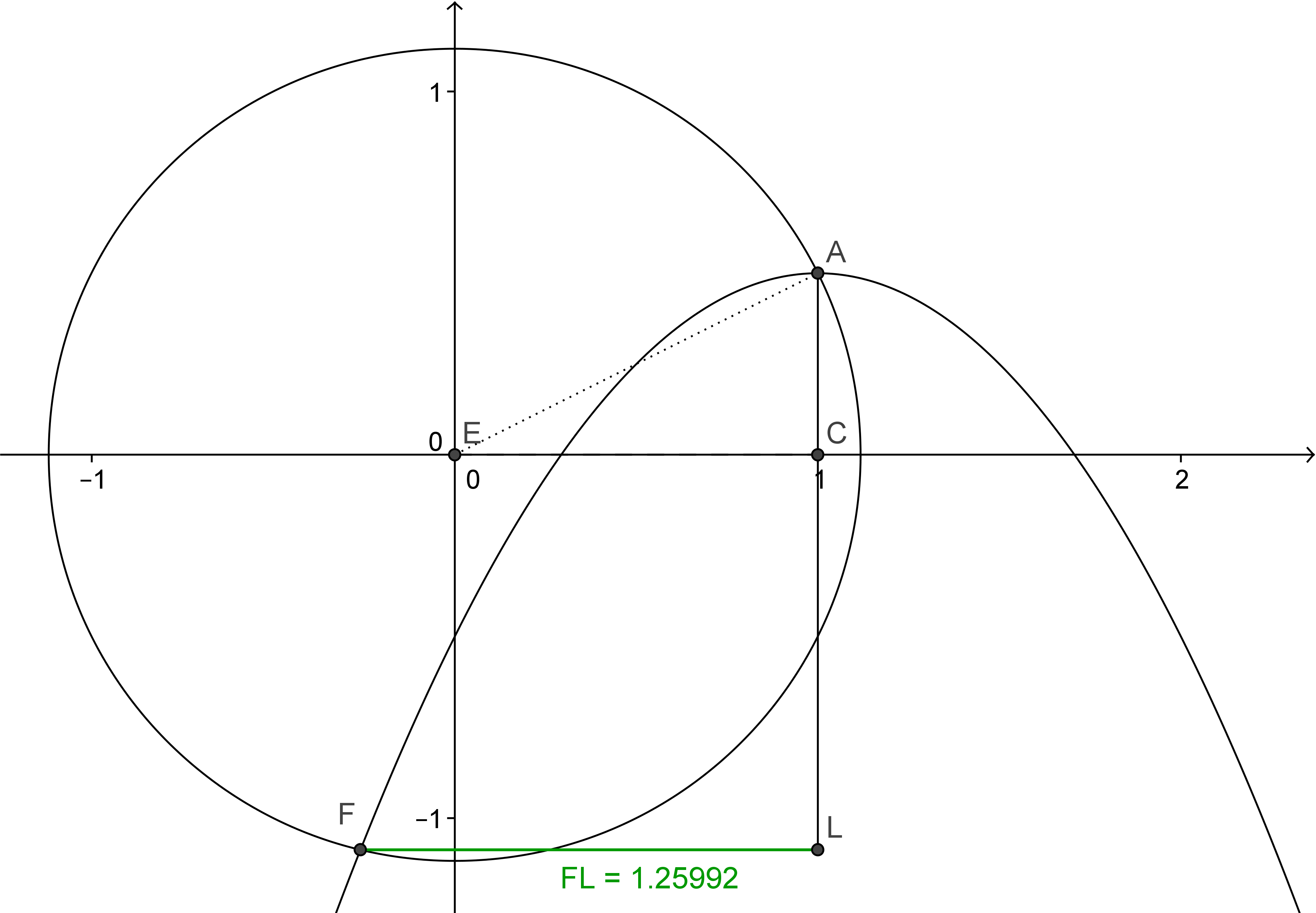
Representació del mètode de Descartes

Per a la demostració considerarem una recta perpendicular a EC i que passi per E, direm que M és el punt de tall amb la recta que conté FL. Anomenem FL=z i observem els següents resultats
{\displaystyle FL^{2}=aAL,}
{\displaystyle EC^{2}+CA^{2}=EA^{2},}
{\displaystyle EM^{2}+FM^{2}=EF^{2}}
La primera propietat és conseqüència directa de les propietats de la paràbola i la resta són pel teorema de Pitàgores. Escrivim les igualtats anteriors en termes de a,q i z=FL.
{\displaystyle EA^{2}={\frac {q^{2}}{4}}+{\frac {a^{2}}{4}},}
{\displaystyle FM^{2}=(FL-EC)^{2}=\left(z-{\frac {q}{2}}\right)^{2},}
{\displaystyle EM^{2}=CL^{2}=(AL-AC)^{2}=\left({\frac {z^{2}}{a}}-{\frac {a}{2}}\right)^{2},}
{\displaystyle EF^{2}={\frac {q^{2}}{4}}-qz+z^{2}+{\frac {z^{4}}{a^{2}}}-z^{2}+{\frac {a^{2}}{4}}.}
Com que EF=EA per ser radis de la circumferència, obtenim 
{\displaystyle {\frac {q^{2}}{4}}+{\frac {a^{2}}{4}}={\frac {q^{2}}{4}}-qz+z^{2}+{\frac {z^{4}}{a^{2}}}-z^{2}+{\frac {a^{2}}{4}}\Rightarrow qz={\frac {z^{4}}{a^{2}}}.}
i com que {\displaystyle z\neq 0} obtenim la igualtat {\displaystyle z^{3}=a^{2}q} com a solució per a la duplicació del cub. En la figura hem pres a=1 i q=2 de manera que el segment {\displaystyle FL={\sqrt[{3}]{2}}}.

### Chritiaan Huygens
Christiaan Huygens (1629 - 1695) va ser un astrònom, físic i matemàtic holandès. El metode exacte per construir el cub de volum el doble que un de costat OA=a consisteix en dibuixar el mig cercle de radi OA i considerar la corda DA=OA. Tracem CD, on C és el diàmetre oposat a A. Aleshores, tracem una corda AE tal que interseca el segment CD en el punt F de tal manera que DF=CE. Així doncs, trobem que {\displaystyle AF={\sqrt[{3}]{2}}a}.

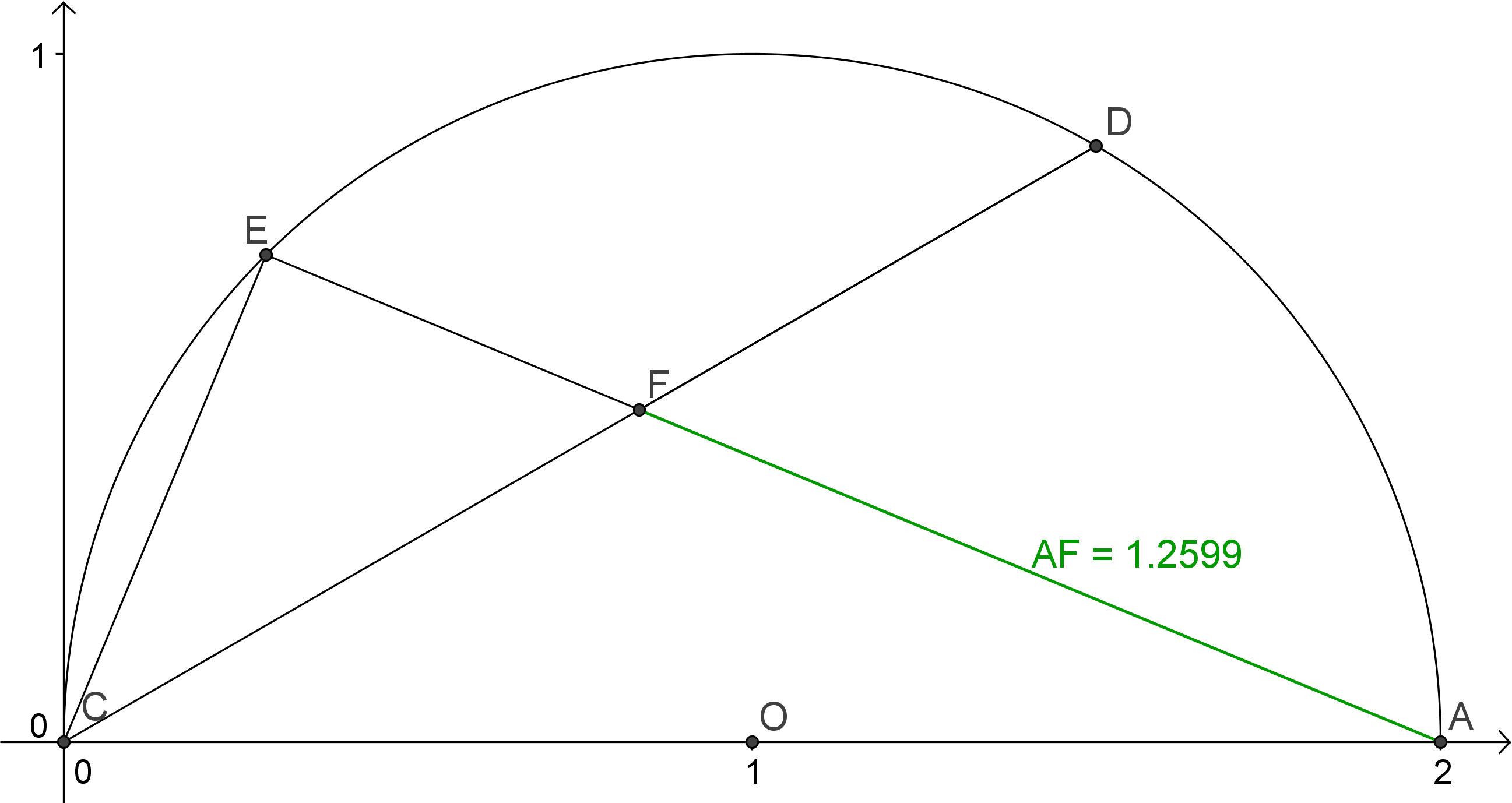
Representació del mètode exacte de Huygens

Suposem que tenim OA=1 i busquem x=AF. Pel teorema de Pitàgores, tenim la relació
{\displaystyle x^{2}=1+DF^{2}}
Com que els triangles ADF i CEF tenen els mateixos angles, podem escriure tots els costats en funció de x i trobar relacions entre els costats. En particular, ens interessen aquestes dues
{\displaystyle {\frac {1}{DF}}={\frac {DF}{EF}}\Rightarrow EF=DF^{2}}
{\displaystyle EF={\sqrt {5-x^{2}}}-x}
ja que aleshores aconseguim
{\displaystyle x^{2}=1+{\sqrt {5-x^{2}}}-x\Rightarrow x^{4}+2x^{3}-2x-4=(x^{3}-2)(x+2)=0}
i l'única solució possible per a la longitud d'un costat és {\displaystyle x=AF={\sqrt[{3}]{2}}}.
Huygens va proposar un mètode basat en aquest realitzable amb regle i compàs per a trobar una bona aproximació de {\displaystyle {\sqrt[{3}]{2}}}. Si construim de manera equivalent els punts O, A, C i D, trobem el punt E' fent que l'angle COE' sigui 45° i el punt F' com la intersecció de CD i AE'. La nostra aproximació serà el segment AF'.

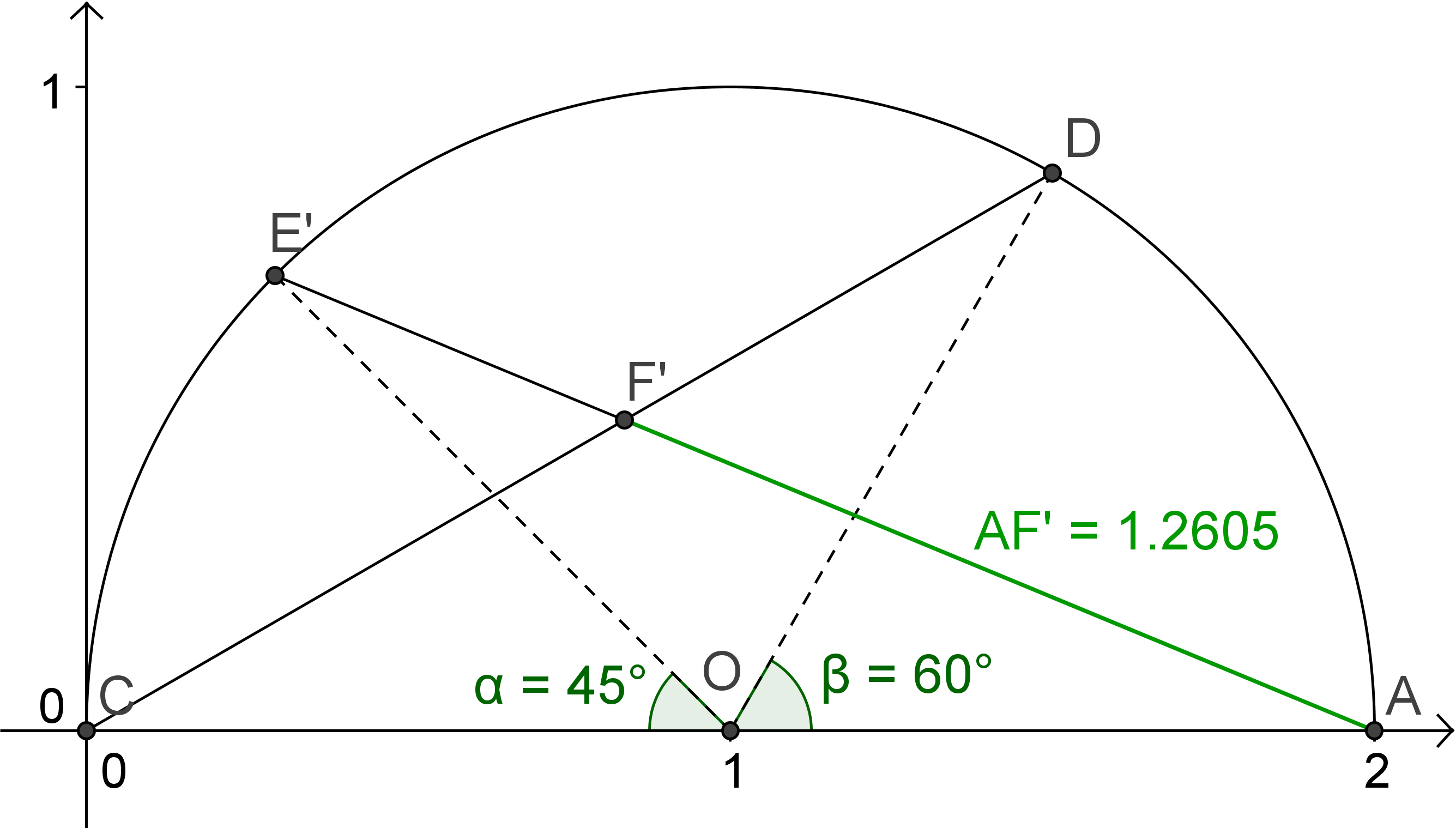
Representació del mètode aproximat de Huygens

{\displaystyle {\text{angle DAF'}}=37,5^{\circ }={\frac {45^{\circ }+30^{\circ }}{2}}}
Com que
{\displaystyle \cos(75^{\circ })=\cos(30^{\circ }+45^{\circ })=\cos(30^{\circ })\cos(45^{\circ })-\sin(30^{\circ })\sin(45^{\circ })={\frac {\sqrt {3}}{2}}{\frac {\sqrt {2}}{2}}-{\frac {1}{2}}{\frac {\sqrt {2}}{2}}={\frac {{\sqrt {6}}-{\sqrt {2}}}{4}}}
tenim
{\displaystyle \sin ^{2}(37,5^{\circ })=\sin ^{2}({\frac {75^{\circ }}{2}})={\frac {1-\cos(75^{\circ })}{2}}={\frac {4+{\sqrt {2}}-{\sqrt {6}}}{8}}}
Aleshores,
{\displaystyle AF'={\frac {1}{\cos(37,5^{\circ })}}={\frac {1}{\sqrt {1-\sin ^{2}(37,5^{\circ })}}}={\sqrt {\frac {8}{4-{\sqrt {2}}+{\sqrt {6}}}}}=1,26047241401026...}
Veiem que l'error és {\displaystyle |{\sqrt[{3}]{2}}-AF'|=0,00055}.

### Isaac Newton
Isaac Newton (1642-1727) va ser un físic, filòsof i matemàtic anglès que va fer grans aportacions a la física establint les bases mecànica clàssica i a les matemàtiques desenvolupant el càlcul integral i diferencial. La seva obra més coneguda són els Principia, on descriu la llei de la gravitació universal i enuncia les tres lleis de la física que porten el seu nom. Aquesta solució per a la duplicació del cub la podem trobar a Aritmetica Universalis (1707).

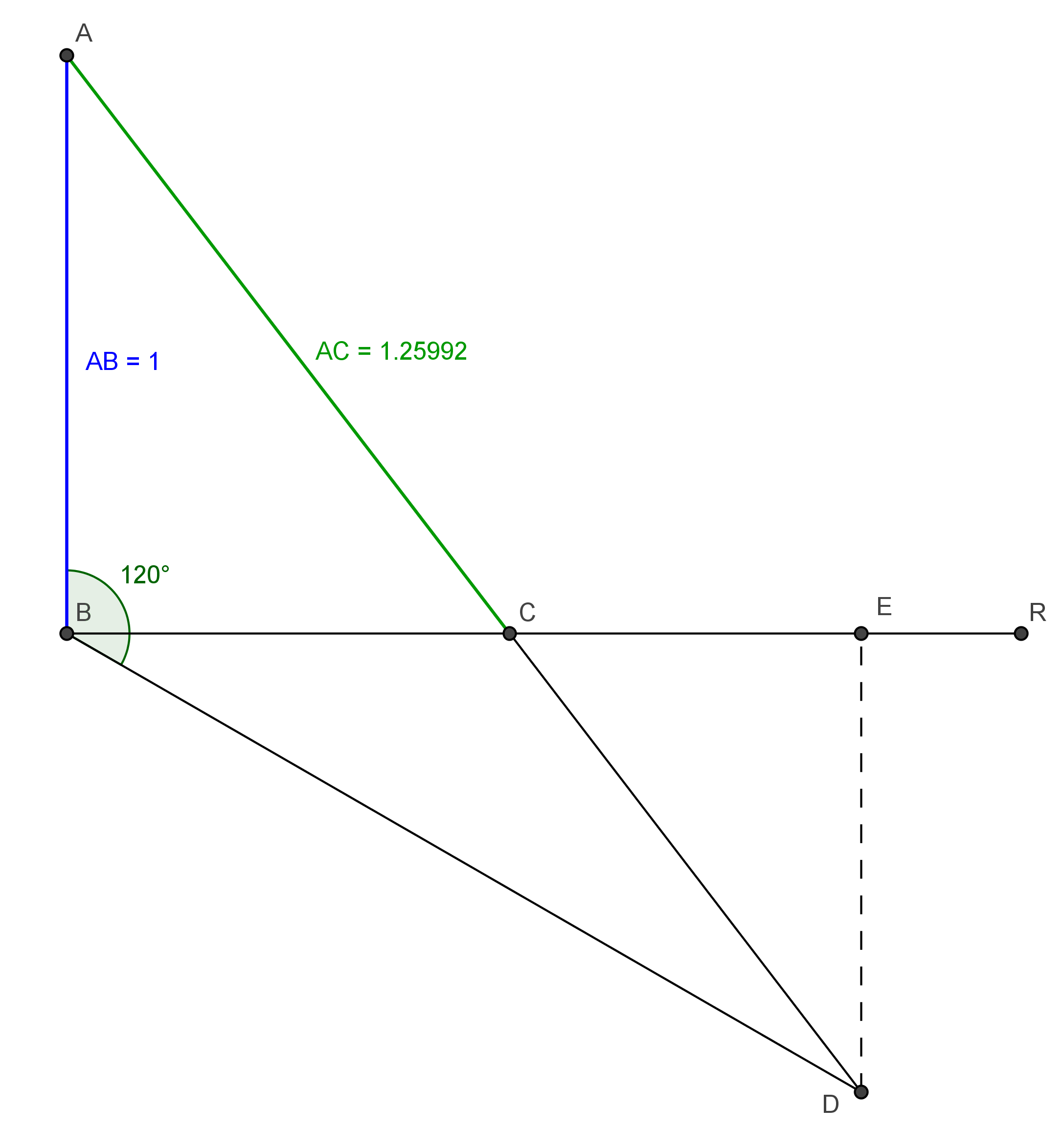
Representació del mètode de Newton

Partint del segment AB=a donat, es traça la perpendicular BR i es construeix el segment BT de manera que ABT formin un angle de 120 graus. Seguidament, prenem el punt D del segment BT de manera que si C és la intersecció de AD amb BR es tingui que CD=AB. Tracem la perpendicular a BR que passi per D i talli BR en el punt E. Sota aquestes condicions i prenent BC=b, CE=y, DE=x i AC=c tenim les igualtats següents:
{\displaystyle a:x=a:y=c:a,}
{\displaystyle {\frac {1}{\sqrt {3}}}=\tan 30^{\circ }={\frac {DE}{BE}}={\frac {x}{b+y}}={\frac {a^{2}}{ab+bc}},}
{\displaystyle b^{2}=c^{2}-a^{2}.}
La primera propietat és degut al fet que ABC i DEC són triangles semblants, la segona és per la definició de la tangent i la tercera ve donada pel teorema de Pitàgores. Si elevem al quadrat la segona equació i utilitzem la tercera, obtenim 
{\displaystyle c^{3}(2a+c)=2a^{3}(2a+c)\Rightarrow c^{3}=2a^{3}.}
Així doncs, el cub de costat c tindria el doble de volum que el de costat a.

### Paul Finsler
Paul Finsler (1894-1970) va ser un matemàtic Alemany, professor a la Universitat de Zúric, que va treballar en diversos aspectes de la geometria diferencial. Va donar un mètode aproximat per trobar el valor de {\displaystyle {\sqrt[{3}]{2}}}.

Representació del mètode aproximat de Finsler

Sigui A,B,C,D una cara d'un quadrat de costat unitat. Tracem els punts M i N a distàncies 4 i 8 respectivament respecte a A. Construim un cercle de radi AC centrat en A i un altre centrat en M de radi AM. Anomenem E a un punt de la intersecció d'aquests dos cercles i en tracem un tercer centrat a N de radi NE. Anomenem F la intersecció del cercle amb el segment AB i obtenim que 10·AF és una aproximació de {\displaystyle {\sqrt[{3}]{2}}}.
Per a la demostració prendrem l'eix x en AB i l'eix y en AD de manera que les equacions dels dos primers cercles són {\textstyle x^{2}+y^{2}=2} i {\textstyle (x-4)^{2}+y^{2}=16}. El punt E que resulta com a intersecció d'aquests dos cercles tindrà per coordenades {\textstyle E=({\frac {1}{4}},{\frac {\sqrt {31}}{4}})}. El cercle centrat a N amb radi NE tindrà per equació {\textstyle (x-8)^{2}+y^{2}=62} i F serà la solució de l'equació quan imposem que y=0. Les solucions de {\textstyle x^{2}-16x+2=0} són {\textstyle x=8\pm {\sqrt {62}}} i la que es troba dins el segment AB correspon a {\textstyle x=AF=8-{\sqrt {62}}}. Aleshores, {\textstyle 10x=10\cdot AF} és una bona aproximació de l'arrel cúbica de 2.
{\displaystyle {\sqrt[{3}]{2}}=1.259921049\ldots }
{\displaystyle 10\cdot (8-{\sqrt {62}})=1.25992125\ldots }
De manera que l'error absolut és de l'ordre de {\textstyle \Delta =|{\sqrt[{3}]{2}}-(10\cdot (8-{\sqrt {62}})|=2\cdot 10^{-7}}.

## La irresolubilitat en regle i compàs
Per comprendre aquest bloc és recomanable conèixer resultats bàsics d'extensions de cossos.

### Construccions amb regle i compàs
Considerem un conjunt {\textstyle P_{0}} de punts en el pla euclidià {\textstyle \mathbb {R} ^{2}}, a partir del qual construirem d'altres punts emprant dues operacions que definim tot seguit. Donat el conjunt {\textstyle P_{0}}, les operacions possibles amb regle i compàs són les següents:
1. Traçar una recta que passi per dos punts de {\textstyle P_{0}}.
2. Traçar una circumferència, el centre de la qual sigui un punt de {\textstyle P_{0}}, de radi igual a la distància entre dos punts de {\textstyle P_{0}}.

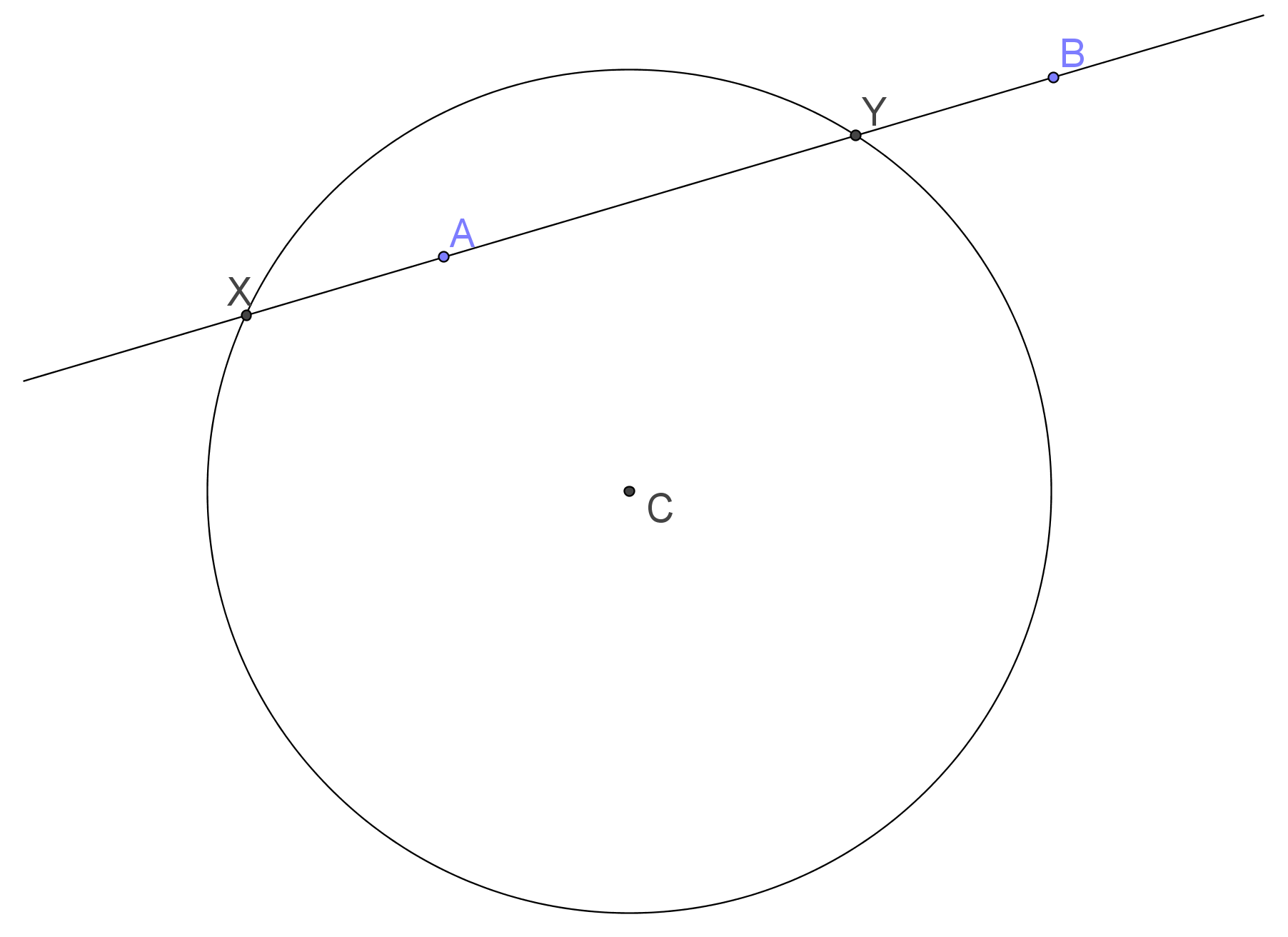
Punts construïbles amb regle i compàs

Els punts que resulten de la intersecció de dues rectes o circumferències, traçades amb les operacions 1 o 2, s'anomenen construïbles en un pas a partir de {\textstyle P_{0}}.
Un punt {\textstyle p\in \mathbb {R} ^{2}} s'anomena construïble a partir de {\textstyle P_{0}} si existeix una seqüència finita {\textstyle p_{1},\ldots ,p_{n}=p} de punts de {\textstyle \mathbb {R} ^{2}} de forma que per a tot {\textstyle i=1,\ldots ,n}, el punt {\textstyle p_{i}} és construïble en un pas a partir del conjunt {\textstyle P_{0}\cup \{p_{1},\ldots ,p_{i-1}\}}
La translació a la teoria de cossos és d'allò més natural: a cada pas de la construcció d'un punt li associem el subcòs de {\textstyle \mathbb {R} } generat per les coordenades del punt construït. Definim {\textstyle K_{0}} com el subcòs de {\textstyle \mathbb {R} } generat per les coordenades x i y dels punts de {\textstyle P_{0}}. Si {\textstyle p_{i}} té coordenades {\textstyle (x_{i},y_{i})}, inductivament definim {\textstyle K_{i}} com el cos resultant d'adjuntar {\textstyle x_{i}} i {\textstyle y_{i}} en {\textstyle K_{i-1}}, és a dir,
{\textstyle K_{i}=K_{i-1}(x_{i},y_{i})}
i, per construcció, és evident que
{\displaystyle K_{0}\subseteq K_{1}\subseteq \cdots K_{n}\subseteq \mathbb {R} }
Un lema que no demostrarem, ens diu que, mantenint la notació anterior, {\textstyle x_{i}} i {\textstyle y_{i}} són zeros en {\textstyle K_{i}} de polinomis quadràtics en {\textstyle K_{i-1}}.
Teorema: Sigui {\textstyle K_{0}} el subcòs generat per les coordenades dels punts del conjunt {\textstyle P_{0}} de {\textstyle \mathbb {R} ^{2}}. Si {\textstyle p=(x,y)} és un punt construïble a partir del conjunt {\textstyle P_{0}}, els graus {\textstyle [K_{0}(x):K_{0}]} i {\textstyle [K_{0}(y):K_{0}]} són potències de 2.
Demostració: Pel lema anterior, tenim
{\displaystyle [K_{i-1}(x_{i}):K_{i-1}]=1{\text{ o }}2}
segons si el polinomi quadràtic del qual {\textstyle x_{i}} és arrel és irreductible o no. Igualment,
{\displaystyle [K_{i-1}(y_{i}):K_{i-1}]=1{\text{ o }}2}
de manera que, per la fórmula dels graus,
{\displaystyle [K_{i-1}(x_{i},y_{i}):K_{i-1}]=[K_{i-1}(x_{i},y_{i}):K_{i-1}(x_{i})][K_{i-1}(x_{i}):K_{i-1}]=1,2{\text{ o }}4}
i de fet es pot demostrar que el valor 4 no s'assoleix mai, però això no ens cal.
Per tant, recordant que {\textstyle K_{i}=K_{i-1}(x_{i},y_{i})}, tenim que {\textstyle [K_{i}:K_{i-1}]} és una potència de 2. Per inducció, es veu fàcilment que {\textstyle [K_{n}:K_{0}]} és potència de 2. Per la fórmula dels graus,
{\displaystyle [K_{n}:K_{0}]=[K_{n}:K_{0}(x)][K_{0}(x):K_{0}]}
d'on se segueix que {\textstyle [K_{0}(x):K_{0}]} ha de ser una potència 2. Anàlogament, {\textstyle [K_{0}(y):K_{0}]} també ha de ser una potència de 2.

### Wantzel i la irresolubilitat del problema
Cal tenir en compte que Johann Carl Friedrich Gauss (1777 - 1855) en les Disquisitiones Arithmeticæ va aplicar la teoria dels polinomis ciclotòmics a la constructibilitat dels polígons regulars amb regle i compàs, i també es creu que va afirmar que els problemes de la duplicació del cub i la trisecció de l'angle no es podien resoldre amb regle i compàs, però no ho va demostrar. Wantzel va ser el primer en demostrar-ho, en aquest article, i tot i que Charles Sturm (1803 - 1855) posteriorment va donar proves millors, no les va publicar.
Pierre-Laurent Wantzel va néixer el 5 de juny del 1814 a París i va morir el 21 maig del 1848, també a París. El seu pare fou professor de matemàtiques aplicades a l'École speciale du Commerce.
Wantzel és famós pels seus estudis en la resolució d'equacions per radicals. El 1837 Wantzel va descriure la manera de determinar si un problema geomètric es pot resoldre amb regle i compàs en un article en el Journal de Mathématiques Pures et Appliquées, fundat per Joseph Liouville (1809 - 1882), basant-se en altres autors, com Évariste Galois.
L'any 1845 Wantzel, continuant amb els seus estudis sobre les equacions, va donar una nova prova de la impossibilitat de resoldre totes les equacions algebraiques per radicals.

#### Resolució
Teorema: El cub no pot ser duplicat mitjançant construccions amb regle i compàs. (Wantzel, 1837) 
Demostració: Donat un cub qualsevol, establim el seu costat com a unitat de l'eix x. Aleshores el volum és de {\textstyle 1^{3}=1u} (unitats), i el nostre objectiu és duplicar-lo a {\textstyle 2u}. Podem assumir que tenim {\textstyle P_{0}=\{(0,0),(1,0)\}} i, com que amb els punts {\displaystyle (0,0)} i {\displaystyle (1,0)} es pot construir qualsevol nombre racional, {\textstyle K_{0}=\mathbb {Q} }. Suposem que el punt {\textstyle (\alpha ,0)}, amb {\textstyle \alpha ^{3}=2}, fos construïble. Pel teorema anterior, {\textstyle [\mathbb {Q} (\alpha ):\mathbb {Q} ]} seria una potència de 2. Però {\textstyle \alpha } és arrel del polinomi {\textstyle X^{3}-2\in \mathbb {Q} [X]}, que és irreductible sobre {\textstyle \mathbb {Q} } per ser un polinomi de grau {\textstyle \leq 3} amb cap arrel en {\textstyle \mathbb {Q} }. Així doncs, com que aquest polinomi és irreductible i s'anul·la en {\textstyle \alpha }, és el polinomi mínim de {\textstyle \alpha } sobre {\textstyle \mathbb {Q} } i, per la igualtat entre el grau d'aquest i el grau de l'extensió, {\textstyle [\mathbb {Q} (\alpha ):\mathbb {Q} ]=3}, que no és potència de 2. Per tant, el punt {\textstyle (\alpha ,0)} no és construïble i no és possible duplicar el volum del cub amb regle i compàs.